# 여름 하늘 낙서/청춘라인
〈夏空グラフィティ/青春ライン〉은 이키모노가카리의 6번째 싱글이다. 2번째 트랙인 〈青春ライン〉은 애니메이션 《크게 휘두르며》의 오프닝 테마이다.

## 트랙 리스트
1. 夏空グラフィティ (4분 19초)
일본 코카콜라 물병자리의 CM송. 뮤직비디오는 사이판에서 촬영
2. 青春ライン (3분 55초）
애니메이션 《크게 휘두르며》의 오프닝 테마
3. 蒼い舟 (4분 3초)
4. 夏空グラフィティ (Inst.)
5. 青春ライン (Inst.)